# Stilisering
Stilisering är en konstnärlig bearbetning där det typiska framhävs, ofta genom att förenkla motivet. Inom heraldiken är stilisering av motiv det normala. Inom konst sker stilisering vid skapande av symboler och också vid vissa mer traditionella konstverk.

## Exempel

Salems kommunvapen med en stiliserad fisk, löv och hav.
En stiliserad treklöver.
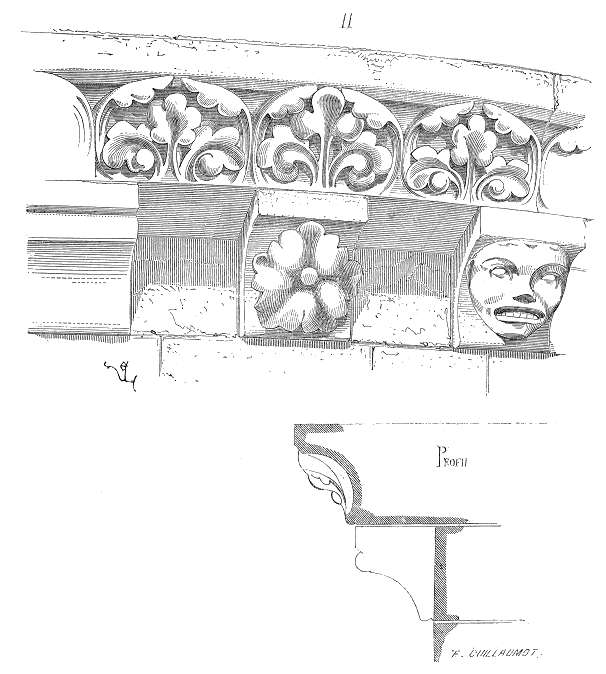
Bladfris från Notre Dame.